# Ulisse Aldrovandi
Ulisse Aldrovandi ou Aldrovandus (Bolonha, 11 de Setembro de 1522 — Bolonha, 10 de Novembro de 1605) foi um naturalista italiano, fundador do Jardim botânico de Bolonha, um dos primeiros da Europa.

## Vida e obra
De origens nobres, a sua família queria que fosse aprendiz de mercador, mas Aldrovandi encontrou a sua vocação no estudo das humanidades e do direito nas universidades de Bolonha e Pádua, e tornou-se notário. Posteriormente, os seus interesses viraram-se para a filosofia e a lógica, que combinou com o estudo da medicina. Acusado de heresia em 1549, foi levado para Roma para ser julgado. Enquanto permanecia em semi-cativeiro nessa cidade, foi-se interessando cada vez mais pela botânica, zoologia e geologia (sendo-lhe atribuída a invenção ou primeira menção escrita deste termo). Entre 1551 e 1554, organizou várias expedições para colher plantas para um herbário. Ele obteve um diploma em medicina e filosofia em 1553 e começou a ensinar lógica e filosofia na universidade de Bolonha em 1554. Em 1559 tornou-se professor de filosofia e em 1561 tornou-se o primeiro professor de ciências naturais em Bolonha (lectura philosophiae naturalis ordinaria de fossilibus, plantis et animalibus). A seu pedido e sob a sua direcção, foi criado em 1568 um jardim botânico em Bolonha. Em 1575, foi suspenso de todos os empregos públicos por um período de cinco anos, devido a uma disputa com os farmacêuticos e médicos de Bolonha, acerca da composição de um medicamento popular. Em 1577, obteve o auxílio do papa Gregório XIII (um primo da sua mãe), que escreveu às autoridades de Bolonha para o reintegrarem nos seus cargos públicos e solicitando apoio financeiro para a publicação dos seus livros. Ao longo da vida, Aldrovandi reuniu vastas colecções de botânica e zoologia, que passaram, depois da sua morte, para a posse do museu da universidade.

## Publicações selecionadas

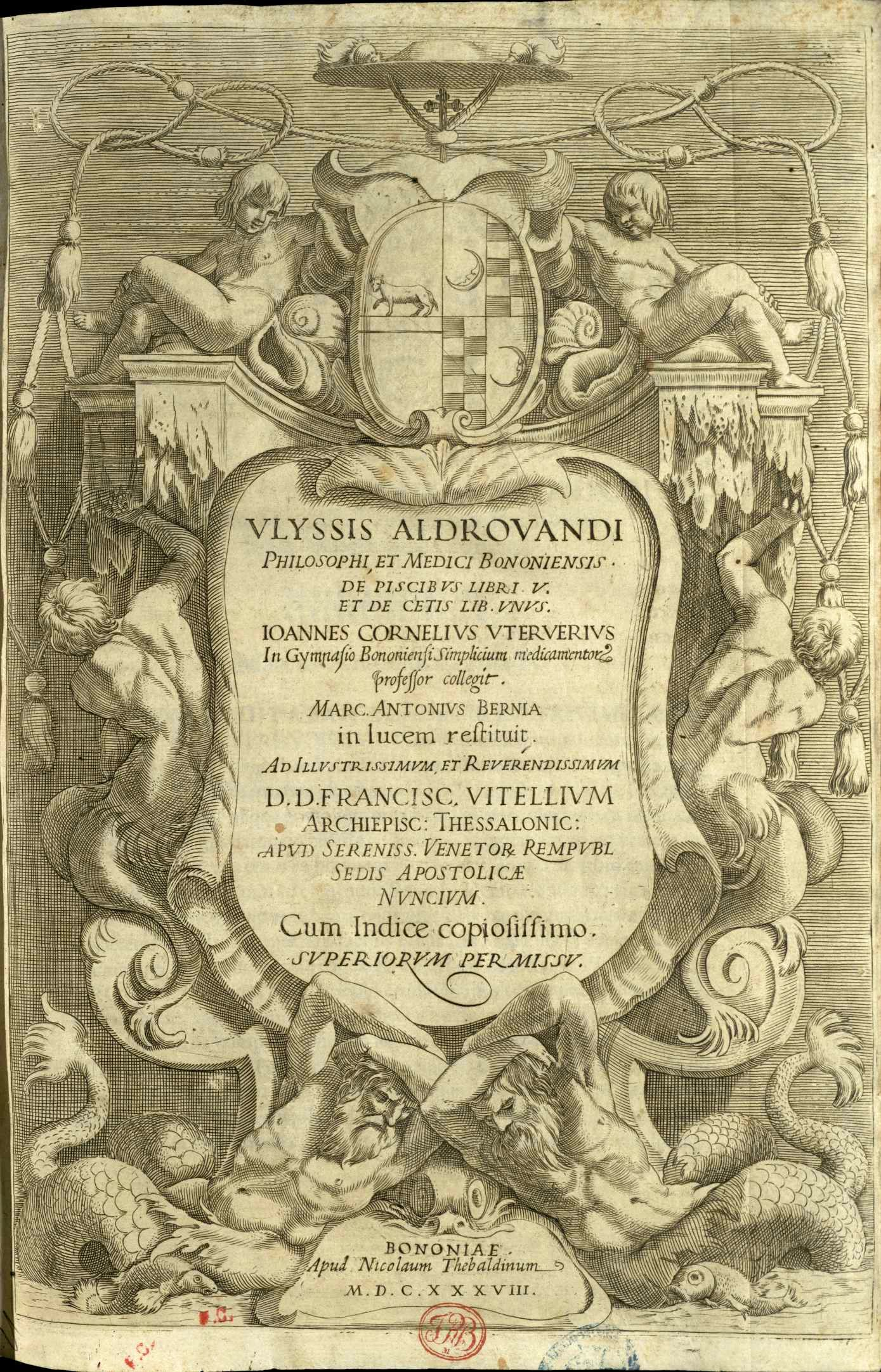
De piscibus, 1661

Das várias centenas de livros e ensaios que escreveu, apenas um punhado foi publicado durante sua vida:
- Antidotarii Bononiensis, siue de vsitata ratione componendorum, miscendorumque medicamentorum, epitome (1574)
- Ornithologiae hoc est de avibus historiae libri XII (Bolonha, 1599) edição de 1637
- Ornithologiae tomus alter cum indice copiosissimo (Bolonha, 1600)
- De animalibus insectis libri septem, cum singulorum iconibus ad viuum expressis (Bolonha, 1602)  edição de 1637
- Ornithologiae tomus tertius, ac postremus (Bolonha, 1603) edição de 1637
- De reliquis animalibus exanguibus libri quatuor (Bolonha, 1606)
- De piscibus libri V, et De cetis lib. vnus (Bolonha, 1613)
- Quadrupedum omnium bisulcorum historia (Bolonha, 1621)
- Serpentum, et draconum historiae libri duo Bartholomaeus Ambrosinus (Bolonha, 1640)
- Monstrorum historia cum Paralipomenis historiae omnium animalium (Bolonha, 1642)  – edição digital a  University and State Library Düsseldorf (Bolonha, 1658)
- Musaeum metallicum in libros IV distributum Bartholomaeus Ambrosinus (Bolonha, 1648)
- Dendrologiae naturalis scilicet arborum historiae libri duo sylua glandaria, acinosumq (Bolonha, 1667).
- Observationes Variae Bologna, Biblioteca Universitaria, Ms. 136, XI folio 73